# Średnia orbita okołoziemska

Różne orbity okołoziemske w skali. Kolor żółty oznacza strefę orbit średnich

Średnia orbita okołoziemska (ang. Medium Earth Orbit, MEO lub Intermediate Circular Orbit, ICO) – fragment przestrzeni okołoziemskiej powyżej niskiej orbity okołoziemskiej (2000 km) i poniżej orbity geostacjonarnej (35786 km). Według niektórych źródeł średnia orbita okołoziemska przebiega na wysokościach od 3000 do 30000 km.
Satelity w tej części przestrzeni są najczęściej wykorzystywane w nawigacji, np. GPS (20200 km) i GLONASS (19100 km). Są tu również umieszczane satelity komunikacyjne obejmujące rejony bieguna północnego i południowego.
Czas obiegu dla satelitów na MEO waha się od 2 do prawie 24 godzin.
W przeciwieństwie do LEO, systemy klasy MEO umożliwiają większe pokrycie terenu wiązkami transponderów.